# Bruce LaBruce

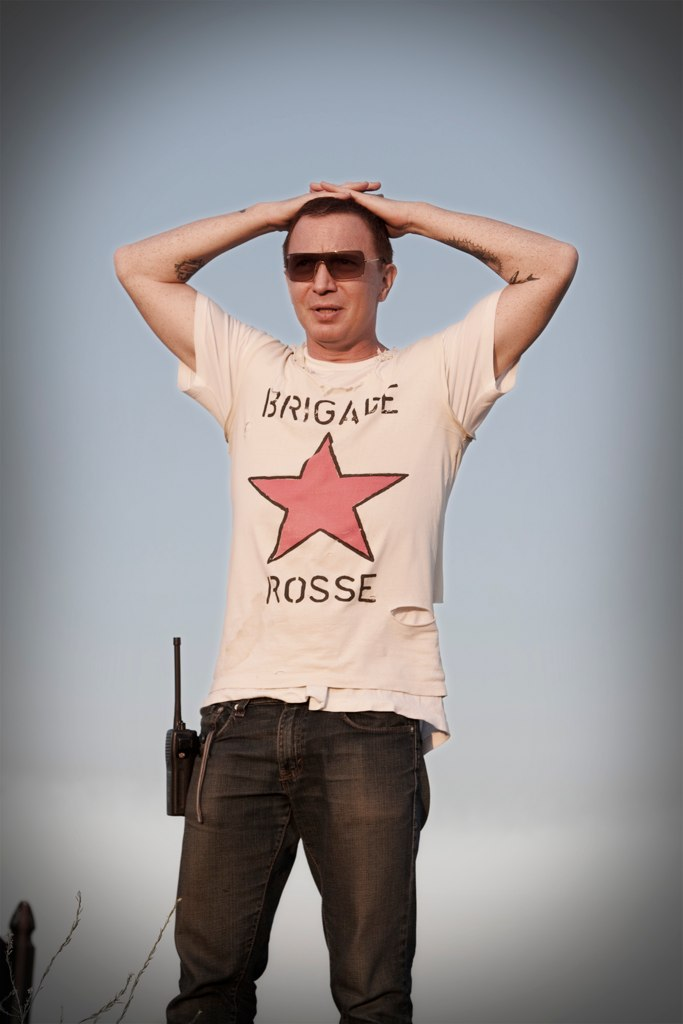
Bruce LaBruce (2006)

Bruce LaBruce (* 3. Januar 1964 in Southampton, Ontario; eigentlich Bryan Bruce) ist ein kanadischer Filmemacher, Autor und Fotograf. LaBruce lebt und arbeitet in Toronto. Dort schreibt und fotografiert er unter anderem für die Magazine Honcho und Inches.

## Leben
Bruce LaBruce besuchte die Filmschule in Toronto und hat Filmtheorie an der New York University studiert. Zu seinen künstlerischen Anfängen gehören Arbeiten für schwule Punk-Fanmagazine (Fagzines) und das Produzieren von Super-8-Filmen. Er veröffentlicht Fotografien in verschiedenen Independent-Magazinen. 1996 gelingt ihm mit dem Film Hustler White ein internationaler Achtungserfolg. Der Film behandelt die Stricherszene in Los Angeles. Einer der Darsteller ist der frühere Liebhaber von Madonna, Tony Ward. Von LaBruce stammen weiterhin eine ganze Reihe kontroverser, subversiver Filme, in denen er künstlerische Techniken des Independentfilms mit der Ästhetik schwuler Pornographie mischt. Seine Filme behandeln oft Ausbrüche aus kulturellen, sexuellen und zwischenmenschlichen Normen. Bruce LaBruce gilt als einer der wichtigsten Regisseure des New Queer Cinemas. Seine Filme liefen auf der Berlinale, auf dem Sundance Film Festival, auf den Internationalen Filmfestspielen von Venedig, auf dem Toronto International Film Festival, auf dem Festival del film Locarno und im Museum of Modern Art.
Bruce LaBruce arbeitete außerdem als Theaterregisseur, u. a. im Hebbel am Ufer, auf Kampnagel und am Theater am Neumarkt Zürich.
In seinem 2008 veröffentlichten Film Otto; or, Up with Dead People spielt Marcel Schlutt eine der Hauptrollen.
In drei seiner Filme und in vier seiner Theaterarbeiten spielt die deutsche Schauspielerin Susanne Sachsse.
Für die Kurzgeschichtensammlung Nachtfieber, erschienen im Bruno Gmünder Verlag, verfasste Bruce LaBruce die Erzählung Kanadisch Roulette, die im Club Sneakers in Toronto spielt.
2011 wurde der Dokumentarfilm von Angélique Bosio über Bruce LaBruce, The Advocate For Fagdom, veröffentlicht und unter anderem auf der Berlinale gezeigt. 2004 und 2008 liefen dort bereits Filme von Bruce LaBruce, nämlich The Raspberry Reich und Otto; or, up with Dead People. 2014 wurde sein Schwarz-Weiß-Spielfilm Pierrot Lunaire, der von einer sich als Mann verkleidenden Frau und ihrer Beziehung zu einem Mädchen aus besserem Hause handelt, mit einem Teddy Award ausgezeichnet. LaBruce drehte 2018 den Omnibusfilm It is Not the Pornographer That is Perverse… in Anlehnung an Rosa von Praunheims Film Nicht der Homosexuelle ist pervers, sondern die Situation, in der er lebt (1971).

## Filmografie

### Als Regisseur

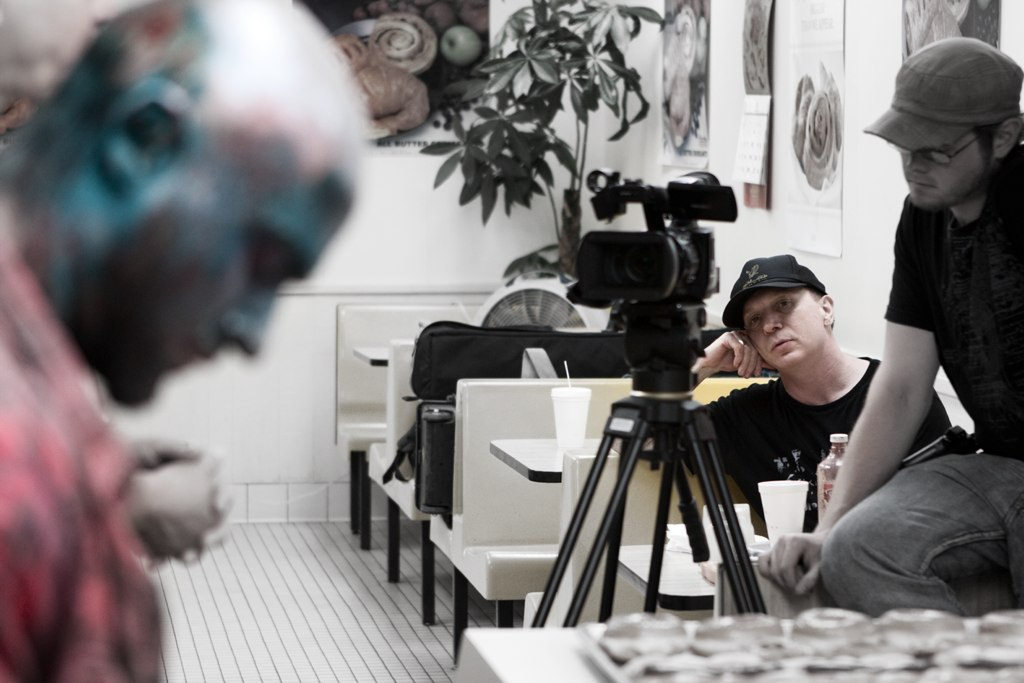
Bruce LaBruce beim Dreh von L.A. Zombie

- 1987: I Know What It’s Like to Be Dead (Kurzfilm)
- 1987: Boy, Girl (Kurzfilm)
- 1988: Home Movies (Kurzfilm)
- 1992: The Post Queer Tour (Kurzfilm)
- 1992: A Case for the Closet (Kurzfilm)
- 1992: Slam! (Kurzfilm)
- 1993: No Skin Off My Ass
- 1995: Super 8½ / Super 8 1/2 – A Cautionary Bio-Pic
- 1996: Hustler White
- 1999: Skin Flick (Skin Gang)
- 2000: Come as You Are (Kurzfilm)
- 2004: The Revolution Is My Boyfriend (The Raspberry Reich)
- 2007: Give Piece of Ass a Chance (Kurzfilm)
- 2008: Otto; or, Up with Dead People
- 2010: L.A. Zombie
- 2010: Durch die Nacht mit Harmony Korine und Gaspar Noé (TV)
- 2013: Gerontophilia (deutscher Titel: Geron)
- 2014: Pierrot Lunaire
- 2017: Die Misandristinnen (The Misandrists)
- 2017: Refugee's Welcome (Kurzfilm)
- 2017: Ulrike’s Brain
- 2018: It is Not the Pornographer That is Perverse…
- 2020: Saint-Narcisse
- 2023: The Visitor

### Als Darsteller
- 1993: No Skin Off My Ass
- 1995: Super 8½ / Super 8 1/2 – A Cautionary Bio-Pic
- 1996: Hustler White
- 1997: Hayseed
- 1997: The YoYo Gang (Kurzfilm)
- 1999: Skin Flick (Skin Gang)
- 2016: Boris sans Béatrice

### Filme über Bruce LaBruce
- 2011: The Advocate For Fagdom

## Fotografie
- 2012: Fotoserie von der Autorin und Tabledancerin Funny van Money[9][10]